# 歐盟全球戰略
歐洲聯盟外交與安全政策全球戰略（英語：Global strategy for the foreign and security policy of the European Union），簡稱歐盟全球戰略（EUGS），旨在提高歐盟及其成員國防衛與安全的有效性，並取代2013年提出的《歐洲安全戰略》。歐盟全球戰略由聯盟外交與安全政策高級代表費德麗卡·墨格里尼自2015年開始制定，2016年6月28日經由布魯塞爾歐盟高峰會通過，當時的歐盟歷經了難民危機和英國脫歐公投。歐盟全球戰略強調歐盟及其成員國在世界上的影響力，目標發展戰略自主，內容包含平民保護、成員國軍隊合作、移民管理、危機管理等。
歐盟全球戰略透過《安全與防衛實施計劃》進行具體行動。